# 8:e världsjamboreen
Den 8:e världsjamboreen hölls i Niagara-on-the-Lake i Kanada 1955. Det var den första jamboreen i Nya världen.